# La Ceiba
La ciutat de la Ceiba és la capital del departament d'Atlántida i del municipi homònim, situada a la república d'Hondures, a més és la tercera ciutat més gran del país amb 180.512 habitants.